# Tchatchou
Tchatchou è un arrondissement del Benin situato nella città di Tchaourou (dipartimento di Borgou) con 31.545 abitanti (dato 2006).